# غريغ أبوت (لاعب كرة قدم)
غريغ أبوت (بالإنجليزية: Greg Abbott)‏؛ مواليد 14 ديسمبر 1963 في كوفنتري، إنجلترا، هو مدرب كرة قدم إنجليزي ولاعب سابق وكان يلعب كمدافع.

## وصلات خارجية
- غريغ أبوت على موقع قاعدة بيانات كرة القدم.إي يو (الإنجليزية)
- غريغ أبوت على موقع Soccerbase.com (لاعب) (الإنجليزية)
- غريغ أبوت على موقع Soccerbase.com (مدرب) (الإنجليزية)